# Distrito electoral de Benkelman No. 1
Benkelman No. 1 (en inglés: Benkelman No. 1 Precinct) es un distrito electoral ubicado en el condado de Dundy en el estado estadounidense de Nebraska. En el Censo de 2010 tenía una población de 553 habitantes y una densidad poblacional de 2,3 personas por km².

## Geografía
Benkelman No. 1 se encuentra ubicado en las coordenadas 40°9′19″N 101°35′49″O / 40.15528, -101.59694. Según la Oficina del Censo de los Estados Unidos, Benkelman No. 1 tiene una superficie total de 240.94 km², de la cual 240.83 km² corresponden a tierra firme y (0.05%) 0.11 km² es agua.

## Demografía
Según el censo de 2010, había 553 personas residiendo en Benkelman No. 1. La densidad de población era de 2,3 hab./km². De los 553 habitantes, Benkelman No. 1 estaba compuesto por el 95.84% blancos, el 0.18% eran afroamericanos, el 0.72% eran amerindios, el 0.18% eran asiáticos, el 0.72% eran de otras razas y el 2.35% pertenecían a dos o más razas. Del total de la población el 5.42% eran hispanos o latinos de cualquier raza.